# Розумна іграшка
Розумна іграшка — це інтерактивна іграшка зі штучним інтелектом, яка фактично має власний інтелект завдяки вбудованій електроніці. Іграшка або цяцька — предмет, що використовується у грі. Роль іграшок у розвитку дітей важко переоцінити. Використання штучного інтелекту дозволяє іграшці навчатися поводитися відповідно до заданих шаблонів та змінювати свої дії залежно від подразників навколишнього середовища та введення поновленних даних користувачем. Як правило, розумна іграшка може підлаштовуватися під здібності гравця. Сучасна розумна іграшка має електроніку, що складається з одного або кількох мікропроцесорів або мікроконтролерів, енергозалежної та/або енергонезалежної пам'яті, пристроїв зберігання даних та різних форм пристроїв введення-виведення. Вона може бути об'єднана в мережу з іншими розумними іграшками або персональним комп'ютером, щоб підвищити її ігрову цінність або освітні функції.  Як правило, розумною іграшкою може керувати програмне забезпечення, вбудоване в прошивку, або ж завантажене з пристрою введення, такого як USB-флеш-накопичувач, Memory Stick або CD-ROM чи навіть інстальоване з сайту виробника. Розумні іграшки часто мають розширені мультимедійні можливості, які можна використовувати для створення реалістичної, анімованої, симульованої особистості іграшки. Деякими комерційними прикладами розумних іграшок є Amazing Amanda, Furby та iDog.  Першою розумною іграшкою був робот 2-XL (2XL) компанії Mego Corporation, винайдений у 1970-х роках.

## Поширені плутанини

Tesla Bot відомий як Optimus — це концептуальний гуманоїдний робот універсального призначення, розроблений компанією Tesla, Inc. Робочі прототипи робота були представлені 30 вересня 2022 року.

Розумні іграшки часто плутають з іграшками, про які стверджується, що діти, які граються з ними, стають розумнішими. Прикладами є розвиваючі іграшки, які можуть мати вбудовані інтелектуальні функції, а можуть і не мати їх.  Іграшку, яка містить лише медіаплеєр для розповіді дитині історії, не слід класифікувати, як розумну іграшку, навіть якщо плеєр містить власний мікропроцесор. Найкраща характеристика розумної іграшки  ― враження того, як вбудований інтелект цілісно проінтегрувався у ігровий процес, для того, щоб створити імітацію людського інтелекту або його точну копию.

## Історія
Розумні іграшки сягають корінням у годинникові механізми, такі як годинники із зозулею XVIII та XIX століть, музичні скриньки XIX століття та аудіоаніматроніки Діснея XX століть. Мабуть, найраніший внесок належить виробникам новинок та іграшок 1800-х років, які створили такі автомати, як механічна качка Вокансона, Турок фон Кемпелена та Срібний лебідь. Саме ці механізми стали попередниками, прообразами сучасних інтерактивних іграшок, які сьогодні можуть взаємодіяти з людьми, навчатися та адаптуватися завдяки вбудованим сенсорам, мікропроцесорам та штучному інтелекту. Усі попередники до ХХ століття мали одну спільну рису: вони були механічними пристроями. Період другої половини XX століття (1951–2000 роки) став часом, коли почали набирати популярності іграшки з вбудованими медіаплеєрами. Зокрема, у 1960-х і 1970-х роках компанія Mattel представила ляльок Кріссі та Чатті Кеті, оснащених механізмами для відтворення голосу. Завдяки спеціальному шнурку, що активував вбудований пристрій, ляльки «уміли розмовляти».
Однак лише з появою мікропроцесора в середині 1970-х років розумні іграшки здобули справжнє визнання та почали активно розвиватися. Іграшка Speak & Spell від Texas Instruments, що з'явилася на ринку наприкінці 1970-х років, була однією з перших повнофункціональних розумних іграшок. Іграшка схожа на дуже обмежений ноутбук зі світлодіодним зчитувачем. Пристрій використовували для ігор з правописом та відгадуванням «таємничого коду», він міг розмовляти та видавати різноманітні звукові ефекти. Ще один цікавий приклад — роботизований плюшевий ведмедик Тедді Ракспін, який з'явився у 1980-х роках. Він міг двигати очима й ротом та розповідати дитячі історії за допомогою вбудованого в спину звукового пристрою.
Навіть найдавніші іграшки, починаючи з XIX століття, мають спільну рису зі своїми сучасними розумними аналогами — вони виглядають розумними та реалістичними, принаймні настільки, наскільки це можливо за допомогою технологій, доступних на той час. Сучасні розумні іграшки використовують технології розпізнавання та активації мовлення, тобто вони наче розуміють слова сказані користувачем та реагують на них. За допомогою синтезу мовлення такі іграшки відтворюють заздалегідь записані слова та фрази. Поєднання цих технологій дозволило «оживити» іграшки та надати їм реалістичності.
Ще однією апаратною особливістю сучасних розумних іграшок є датчики, які дозволяють розумній іграшці бути в курсі того, що відбувається навколо неї. Вони допомогають іграшці визначати свою орієнтацію в просторі, зрозуміти чи граються з нею в приміщенні чи на вулиці, а також знати, хто з нею грається, на основі сили стискання, яке надає рука дитини. Типовим прикладом є Lego Mindstorms, серія роботоподібних пристроїв, які об'єднують деталі LEGO з датчиками та аксесуарами. Ці іграшки містять мікроконтролери, які керують роботами. Вони попередньо запрограмовані персональним комп'ютером і використовують датчики світла та дотику разом з акселерометрами. Акселерометри та датчики температури, тиску та вологості також можуть використовуватися дизайнерами розумних іграшок для створення різних ефектів.
Розробка розумних іграшок отримала значний поштовх у 1998 році, коли виробник напівпровідників фірма Intel та виробник іграшок Mattel, Inc. створили спільне підприємство Лабораторію розумних іграшок у Портленді, штат Орегон. Це призвело до появи пристроїв, які продавалися під брендом Intel Play. Першим продуктом у лінійці був комп'ютерний мікроскоп QX3. Згодом, Лабораторія перетворилася на компанію з виробництва іграшок, відому сьогодні як Digital Blue, підрозділ Prime Entertainment, Inc. з міста Марієтта, штат Джорджія.

## Суперечки
Масове комерційне поширення розумних іграшок розпочалося переважно у XXI столітті. Із зростанням популярності іграшок на ринку почали виникати суперечки. Основна з них полягає в тому, що, незважаючи на технічну досконалість, ігрова цінність розумних іграшок часто залишалася обмеженою.  Вони не залучають дитину до ігрової діяльності і не стимулюють уяву.  Як наслідок, незалежно від привабливості полиць магазину, дитина швидко втомлюється від них після лише одного-двох ігрових сеансів, і інвестиції батьків здебільшого витрачаються даремно. Стеванн Ауербах у своїй книзі «Розумна гра — розумні іграшки» вводить поняття коефіцієнта гри або професійної кваліфікації PQ.
Ауербах почав критикувати розумні іграшки за те, що вони мають низький рівень професійної кваліфікації. PQ – це система оцінювання, що базується на середньозваженому значенні, побудованому на основі повного переліку атрибутів цінності гри. Іграшки з вищим PQ бажані з точки зору стимулювання уяви, творчості та допитливості дитини. Зазвичай діти хочуть гратися з цими продуктами знову і знову. Іграшки з низьким PQ швидко відкладаються. Дитина вважає їх нудними та нецікавими.
Багато експертів з розвитку дитини віддають перевагу іграшкам з відкритими конструктивними особливостями, таким як конструктори, кубики, ляльки тощо, а не розумним іграшкам. Наприклад, картонна коробка, яку дитина перетворює на уявний ігровий будиночок, буде використовуватись нею безперервно протягом багатьох годин, тоді як дорога розумна іграшка може швидко виснажити інтерес дитини, як тільки її новизна зникне.
Джилліан Трезіс описує поширене ставлення до сучасних розумних іграшок, яке часто займають фахівці з розвитку дитини та вихователі: «...якщо діти не можуть взяти свої дорогі іграшки до пісочниці або відкрити їх, щоб побачити, як вони працюють, то іграшки не мають великої освітньої цінності. Вони лише розважають і недовго утримують увагу молоді».
Ще одне неявне занепокоєння щодо розумних іграшок полягає в тому, що коли іграшки привертають увагу дитини, стають настільки цікавими для неї, то батьки можуть спокуситися перекласти частину виховання дитини на розумні іграшки. Таким чином, діти будуть позбавлені  необхідної батьківської уваги. Іншими словами, завдяки потужним мультимедійним можливостям, діти можуть дивитися презентації, що демонструють розумними іграшками, розважатися з ними, але насправді, не будуть привчатися до самостійності та критичного мислення.
Джуді Шекелфорд, ветеран індустрії іграшок, має більш позитивне ставлення до розумних іграшок. Вона застерігає, що не всі діти можуть матиме  розумні іграшки. Вона розглядає розумні іграшки як частину навколишнього середовища, до якого дітям потрібно буде адаптуватися в міру дорослішання. Якщо їм не нададуть доступу до таких іграшок, то вони не зможуть пристосуватися до сучасного життя.
Прихильники розумних іграшок стверджують, що діти навчаються ефективніше завдяки сучасному інтерактивному програмному забезпеченню. Вони наголошують, що розумні іграшки можуть мати чимало освітніх переваг.
Та всеж зараз зростає занепокоєння, що розумні іграшки, які безпосередньо підключаються до Інтернету, стають легкою мішенню для кіберзлочинців, які можуть використовувати злом, щоб отримати персональні дані з розумної іграшки дитини, зокрема особисті імена. Наприклад, такі розумні іграшки, як Pokémon Go від Niantic, збирають геолокацію користувача, а Hello Barbie від Mattel — аудіозаписи.

## Промисловість
Компанія GfK Australia, що займається дослідженням ринку, виявила, що батьки витрачають рекордні суми на електронні та інтерактивні іграшки.
Марк Аллен стверджує, що найбільшою перешкодою для подальшого зростання індустрії розумних іграшок є недостатній розвиток штучного інтелекту та розпізнавання мовлення. На нинішньому етапі еволюції розумні іграшки насправді не можуть навчатися, тому вони обмежені заздалегідь визначеними діями та мовленням. Поточні можливості штучного інтелекту є занадто дорогими для впровадження в іграшку, але це зміниться, оскільки обчислювальна потужність та швидкість знизяться в ціні. Зрештою, це призведе до здешевлення технологій, покращення функціональності та багатшого ігрового досвіду. Деякі розробники іграшок вважають, що може пройти п'ять років або більше, перш ніж технологія стане достатньо дешевою, щоб стати широко доступною.
Інші ж називають високу вартість датчиків та виконавчих механізмів на основі MEMS фактором, що стримує швидкий розвиток розумних іграшок. Очікується, що ці витрати зрештою також знизяться, що допоможе компаніям-виробникам іграшок досягти своїх цінових цільових показників.
Згідно з даними NPD Group, на кінець 1999 року сегмент розумних іграшок становив 2,5 відсотка ринку іграшок вартістю 23 мільярди доларів.
Індустрія розумних іграшок виросла з кількох інших категорій продуктів, включаючи дитяче програмне забезпечення, електронні іграшки та відеоігри. Дослідження Forrester Research 2001 року прогнозувало, що сегмент розумних іграшок зросте понад 2 мільярдів доларів до 2003 року. Фактори, що сприяють зростанню сегмента розумних іграшок, включають значно вишуканіші смаки сучасних дітей, а також поширення домашніх ПК.
Дослідження ринку, проведене компанією Tangull America LLC з Нью-Йорка, штат Нью-Йорк, у 2005 році, показало, що продажі  іграшок з вбудованими інформаційними технологіями, тобто нано-, біо- та когнітивними технологіями, зростають понад 15% щорічно, а до 2015 року обсяг продажів зросте до 146 мільярдів доларів США. Як приклад, однією з «розумних іграшок», наведених у дослідженні, є «інтерактивні ляльки», які стають «справжніми товаришами по грі» завдяки поєднанню штучного інтелекту та надтонких датчиків. Останні можуть вимірювати зміни у виразах обличчя, рухах та навколишньому середовищі, і ляльки реагують відповідно.
Останні можуть вимірювати зміни виразу обличчя, рухів та навколишнього середовища, а ляльки реагують відповідно.

## Критерії вибору
Питання балансу часто згадується у зв'язку з розумними іграшками, а саме те, що використання іграшки має бути пропорційним до інших ігрових видів діяльності. Іграшки повинні відповідати віку дитини та не замінювати спілкування з батьками. Гра з розумними іграшками має бути доповненням, а не заміною традиційних ігрових занять.
Стеванн Ауербах виокремлює розумні іграшки, які мають високу ігрову цінність для дитини та відповідають принципу «правильна іграшка у правильний час». Водночас він критично ставиться до тих іграшок, що не заохочують дитину до відкриттів і досліджень. Ауербах навіть жартує: «Розумна іграшка, яка грається з дитиною, на відміну від дитини, яка грається з іграшкою, не є корисною для дитини».
На думку деяких дослідників розвитку дитини найкраще підходять ті іграшки, які дають дитині контроль над взаємодією. Кілі Гулі стверджує, що «...деякі з іграшок дуже цікаві, але вони роблять дитину пасивним спостерігачем». Кілі Гулі продовжує: «...ви хочете, щоб дитина взаємодіяла зі світом. Якщо іграшка робить усе, що потрібно, якщо вона співає, пищить і показує картинки, що ж тоді робити дитині?»
Розумні іграшки повинні мати дуже чисті, зрозумілі та зручні для навігації інтерфейси користувача. Клер Лернер, спеціалістка з розвитку дитини, каже, що уявна гра може бути зіпсована високоструктурованими іграшками: «Розумні іграшки можуть нав’язувати дітям чужу історію. Тож діти не розвивають свою уяву». На її думку, простіші іграшки кращі, оскільки вони більш гнучкі.
З точки зору дизайнера розумних іграшок для досягнення простоти технології необхідно поєднувати таким чином, щоб створити дуже натуралістичний інтерфейс користувача в межах інших дизайнерських обмежень.
Діти за своєю природою непередбачувані та часто не дотримуються тих самих правил, яких дотримуються дорослі. Одне із завдань дизайнера — передбачити, як взаємодія з дітьми може бути не такою, як очікувалося, та спрямувати користувача до однієї з очікуваних відповідей. Цього можна досягти, надаючи дитині варіанти вибору та інші типи підказок, за якими вона повинна слідувати.
Як для батьків, так і для фахівців з розвитку дитини, завданням залишається вибрати правильні іграшки у потрібний час. З точки зору розробника іграшок, перше завдання полягає у визначенні найкращих технологій за прийнятною ціною, друге завдання — у створені розробки з урахуванням можливостей та обмежень технологій, що використовуються в розумних іграшках.  Батьки й педагоги мають на меті розвиток дитини, а розробники — ефективне і економічно доцільне впровадження технологій. Ідеальна іграшка — це компроміс між цими двома підходами.
Антрополог Девід Ленсі стверджує, що гра батьків і дітей значною мірою є артефактом тобто цінністю у контексті соціокультурної комунікації характерної для багатьох розвинених країн. Гра є результатом конкурентного тиску, спрямованого на підготовку дітей до виживання в інформаційно-орієнтованій економіці. Він розглядає сприяння взаємодії між батьками та дітьми в «ігрових заходах» як форму культурного імперіалізму. Іноді важливо дозволити дитині самостійно обирати, що її цікавить, щоб підтримати розвиток незалежності. Батьки повинні відігравати активну, але не надмірно контрольну роль у виборі розумних іграшок. Це має бути усвідомлений супровід, а не повна опіка. Тобто краще коли батьки беруть участь у виборі розумних іграшок, враховуючи інтереси дитини, її розвиток і безпеку.

## Змінювався світ, з ним мінялась іграшка
Гра — один із основних способів, завдяки яким діти вивчають світ, взаємодіють з оточенням і розвивають власні навички. Іграшки допомагають дітям удосконалювати рухові вміння, дрібну моторику та формувати самостійність. Перші іграшки почали виготовляти ще первісні люди — це були кам’яні, глиняні, а згодом і металеві фігурки, які мали як художнє, так і релігійне призначення. З часом настала ера розумних інтерактивних іграшок на базі елементів штучного інтелекту.
Розумна іграшка — інтерактивна іграшка, яка використовує  штучний інтелект (ШІ) для взаємодії з дитиною. Вона здатна реагувати на голос, дотик або рух, навчатися з досвіду, запам’ятовувати інформацію, а також адаптувати свою поведінку відповідно до дій користувача. Інтерактивна іграшка здатна до глибокої взаємодії з сучасною дитиною, до діалогу з нею. Такі іграшки можуть: відповідати на запитання, розповідати історії, навчати новим словам або навичкам, гратися за сценаріями, використовувати сенсори та інтернет-з'єднання для оновлення даних. Прикладами є інтерактивні роботи, що вчать іноземним мовам; плюшеві тваринки, які реагують на емоції дитини; конструктори, що адаптуються до рівня знань користувача.

## Негативні наслідки впровадження Штучного Інтелекту в дитячі іграшки
Впровадження штучного інтелекту (ШІ) у дитячі іграшки, попри освітні та інноваційні переваги, має декілька потенційних негативних наслідків. Перше, що відзначають психологи, як автоматизація гри в спілкуванні з дитиною зменшує роль живої людини, людської комунікації в цілому. Знижується якість емоційного зв’язку між дорослими та дітьми, витісняє роль творчої гри, фантазії, уяви, які є важливими для розвитку дитини.
Розумні іграшки можуть збирати особисту інформацію (голос, поведінкові звички, розмови). Існує ризик несанкціонованого доступу до даних дитини чи її сім’ї. Особливо це стосується порушення конфіденційності даних. З боку хакерів можливі випадки отримувати доступ до аудіо інтерфейсів іграшок, щоб маніпулювати свідомістю дитини.
Існує загроза виникнення залежність від технологій, коли часте використання розумних іграшок може призвести до зниження соціальної взаємодії, живого спілкування з батьками та однолітками. Формується поверхневе мислення та зниження концентрації уваги, бо все подається в готовому вигляді. Батьки можуть надмірно покладатися на "Розумну іграшку" як на виховний або навчальний інструмент. Можлива невідповідність контенту віку дитини. Не всі іграшки мають належну вікову фільтрацію, що може призвести до надання інформації, яка не відповідає віковим або культурним нормам дитини. Важливі етичні питання. Не всі діти можуть зрозуміти, що мають справу з машиною, а не з живим співрозмовником. Виникає ризик впливання на дитину через голосові підказки, «емоційні реакції» або приховану рекламу.
Існує нерівність доступу. Вартість таких іграшок часто висока, що обмежує доступ до них для дітей із малозабезпечених родин, посилюючи цифрову нерівність.
Хоча Штучний Інтелект у дитячих іграшках відкриває нові освітні можливості, його використання повинно бути виваженим, етичним і контрольованим. Необхідне чітке регулювання, батьківський контроль та усвідомлення ризиків, щоб забезпечити спокійне та здорове середовище для дитини. Розумна (технологічна) іграшка сьогодні – це баланс функціональності, безпеки, вартості та зручності.

## Перспективи в індустрії "Розумних іграшок"
Перспективи розвитку індустрії розумних іграшок надзвичайно динамічні. Позначаються такі напрямки їх розвитку. Освітній потенціал, коли розумні іграшки все активніше інтегруються в сферу edutainment (навчання + розваги). Коли допомагають вивчати мови, розвивати логіку та мислення, формувати емоційний інтелект, підтримувати інклюзивне навчання. Наприклад, для категорії дітей з особливими освітніми потребами (ООП), а саме з порушенням інтелекту, мови, з розладами емоційно-вольової сфери, з вадами слуху, з порушеннями зору, опорно-рухового апарату, з затримкою психічного розвитку, зі складними недоліками розвитку.
Можлива персоналізація, коли Штучний Інтелект дозволяє іграшці адаптуватися до рівня розвитку та інтересів дитини, пропонуючи індивідуальні сценарії гри. Це підвищує ефективність навчання та залучення дитини до невпинного розвитку. Допустиме підключення до цифрового середовища. Сучасні іграшки часто підтримують стандарти бездротового зв'язку, зокрема Wi-Fi та Bluetooth, що дає змогу користувачам оновлювати контент, отримувати нові функції, а також інтегрувати іграшки з мобільними додатками та системами «Розумного» будинку. Розвиток сегменту розумних іграшок має важливе значення, адже очікується суттєве зростання потреб. Аналітики прогнозують стрімкий ріст, що в цілому сприятиме розширенню асортименту та вдосконаленню функціональних можливостей сучасних інтерактивних іграшок.
До розробки розумних іграшок активно долучаються як стартапи, так і великі компанії. Такі компанії здійснюють і фінансові, і технологічні інвестування у впровадження Штучного Інтелекту в дитячі іграшки. Зокрема, компанії LEGO, Fisher-Price та VTech є визнаними лідерами цієї індустрії. Індустрія розумних іграшок має потужний потенціал в освітньому, технологічному та комерційному аспектах. Її розвиток тісно пов’язаний із трендами цифровізації, індивідуалізації освіти та інтеграції Штучного Інтелекту в повсякденне життя дитини.

## У масовій культурі
Розумні іграшки — це відносно нова, але зростаюча тема в популярній культурі, особливо (але не завжди) в жанрі жахів. Серед помітних прикладів – епізод «Чорного дзеркала» «Рейчел, Джек і Ешлі теж», у якому зображена розумна іграшка, створена за зразком відомого вигаданого поп-ідола, фільм 2022 року «M3GAN», у якому зображена розумна іграшка, що нагадує маленьку дівчинку, розроблену як «друг» для справжніх дітей, телесеріал 2024 року «Sunny», у якому зображений робот-помічник по дому (homebot), фільм 1998 року «Маленькі солдатики», у якому вигадана компанія Globotech Industries використовує розумний чіп, щоб надати своїм іграшкам індивідуальності та власного життя, та 51N3RG. Y (вимовляється «Синергія»), маленький доброзичливий робот, який з'являється у фільмі «Джем та голограми». Хоча попередні фільми 2000-х років досліджували ідею використання штучного інтелекту для імітації життя, як-от ШІ у фільмі «Afraid», Червона та Біла Королеви у серії фільмів «Resident Evil» або «Simone» (S1M0NE) у фільмі «Simone», дослідження таких технологій у сфері розумних іграшок все ще є зростаючою та досить новою сферою у художній літературі.
- Штучний супутник людини
- Робот-компаньйон
- Підключені іграшки
- М3ГАН
- Рейчел, Джек та Ешлі також
- Роботизований домашній улюбленець
- Соціальний робот
- Іграшки, що оживають